# Silene ismailitica
Silene ismailitica är en nejlikväxtart som först beskrevs av Georg August Schweinfurth, och fick sitt nu gällande namn av V.P. Bochantsev. Silene ismailitica ingår i släktet glimmar, och familjen nejlikväxter. Inga underarter finns listade i Catalogue of Life.